# Frank Bencriscutto
Frank Peter Anthony Bencriscutto (Racine (Wisconsin), 21 september 1928 – Roseville (Minnesota), 28 augustus 1997) was een Amerikaans componist, muziekpedagoog en dirigent. Hij was het negende van tien kinderen van Italiaanse emigranten.

## Levensloop
Bencriscutto begon op 10-jarige leeftijd saxofoon te spelen en kreeg vervolgens regelmatig muziekonderwijs. Al spoedig speelde hij in jazz-ensembles mee en kon met het verdiende geld zijn studie aan de Universiteit van Wisconsin in Madison financieren. Aldaar behaalde hij zowel zijn Bachelor of Music alsook zijn Master of Music. Verdere studies deed hij aan de Northwestern-universiteit te Evanston (Illinois) en aan de Eastman School of Music in Rochester (New York) bij onder anderen Howard Hanson en Bernard Rogers. Hij was solo-altsaxofonist in het bekende Eastman Wind Ensemble, dat toen onder leiding stond van Frederick Fennell. Hij voltooide zijn studies aan de Eastman School of Music als hij in 1960 tot Doctor of Musical Arts promoveerde.
Nog in hetzelfde jaar werd hij dirigent van de harmonieorkesten en professor aan de Universiteit van Minnesota in Minneapolis. Aan deze universiteit bleef hij 32 jaar in deze functie. Hij dirigeerde in vele landen van de wereld. In 1969 was hij met zijn harmonieorkest van de universiteit van Minnesota zeven weken op concerttournee door de toenmalige Sovjet-Unie en verzorgde optredens in tien steden en 27 concerten. Het succes van deze reis was zo groot, dat hij in het volgende jaar (1970) te gast was bij Dmitri Dmitrijevitsj Sjostakovitsj, het Ministerie van cultuur en als officiële eregast tot het Internationaal Tsjaikovski-Concours uitgenodigd werd. In 1980 deed hij een concertreis met het universiteits-blaasorkest van Minnesota door de Volksrepubliek China.
Als muziekpedagoog was hij tussen 1991 en 1996 voor zes semesters gast-professor en dirigent van het harmonieorkest aan de Musashino Academia Musicae in Tokio, Japan.

## Composities

### Werken voor harmonieorkest
- 1963 Concertino, voor tuba en harmonieorkest
- 1964 Latina, Latin American Dance[1]
- 1967 Lyric Dance
- 1975 Symphonic Jazz Suite, voor jazz-solisten, jazz-rock-combo en harmonieorkest
  1. Blues[2]
  2. Ballad Rock[3]
  3. Progressiv Jazz[4]
- 1976 Lamp Of Liberty (Symbol Of The American Spirit - The Statue Of Liberty)
- 1976 Serenade, voor altsaxofoon en harmonieorkest[5]
- 1977 Dialogue voor klarinet en harmonieorkest
- 1978 Six Concert Fanfares
- 1980 Concerto Grosso, voor saxofoonkwartet en harmonieorkest
  1. Serenity
  2. Revelry
- 1987 Visions of Childhood
- 1988 Lindbergh Jubilee
- Centennial Festival Overture
- Concert, voor klarinet en harmonieorkest
- Concert, voor trompet en harmonieorkest
  1. Allegro jubiloso
  2. Adagio
  3. Allegro spirituose
- Concertino, voor klarinet en harmonieorkest[6]
- Escapade For Trombones
- Festina
- Granite Rock
- Jazz March[7]
- Jubilé
- Kaleidoscope
- Let The Light Shine
- Metamorphosis
- Pacific Scene
- Sing A New Song - Psalm 96, voor gemengd koor en harmonieorkest
- Summer In Central Park
- T.M. Blues
- The President's Trio, voor drie trompetten en harmonieorkest
- The Spirit of Our Land

### Werken voor koren
- This is my country, voor gemengd koor (SATB)
- America the beautiful, voor gemengd koor (SATB)

### Kamermuziek
- Rondeau, voor slagwerk en piano

### Pedagogische werken
- Total Musicianship, voor alle muziekinstrumenten van een harmonieorkest